# Inoue Kaoru
Inoue Kaoru (井上 馨?; Yamaguchi, 1836 – 1915) è stato un politico giapponese.

## Biografia
Nel 1863 si imbarcò con Itō Hirobumi per Londra; fu perciò tra i protagonisti del rinnovamento Meiji. Fu ministro dell'industria dal luglio 1878 al settembre 1879, ministro degli esteri dal dicembre 1885 al settembre 1887, ministro dell'agricoltura dal luglio 1888 al dicembre 1898, ministro dell'interno dall'agosto 1892 all'ottobre 1894 e ministro delle finanze dal gennaio al giugno 1898.